# 東港街

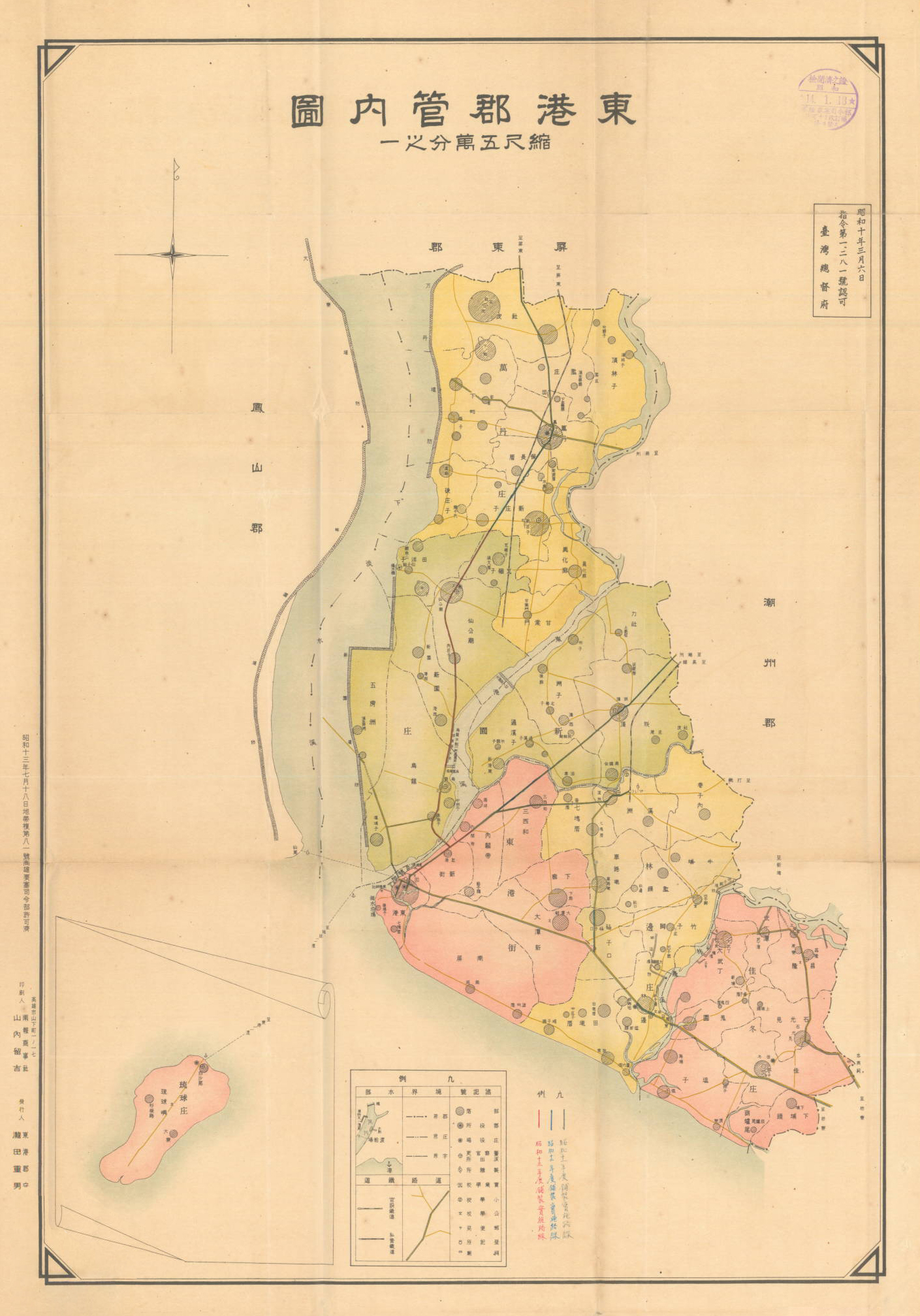
東港郡管內圖

東港街為臺灣日治時期1920年至1945年間存在之行政區，轄屬高雄州東港郡。今屏東縣東港鎮。

## 行政區劃
東港地區在清代屬港東中里，在1897年5月隸屬於「鳳山縣東港辨務署」。1898年6月18日，鳳山縣併入「臺南縣」。1900年11月15日，東港地區分為「東港區」。1901年11月11日，臺灣的行政區劃改為二十廳，臺南縣被裁撤，阿猴、東港辨務署合併為阿猴廳，東港地區隸屬於「阿猴廳東港支廳」。1904年4月13日，阿猴廳將原有街庄整併。1905年3月，阿猴廳改稱「阿緱廳」，東港地區在此時期的劃分如下：
- 東港區
  - 港東中里：東港街、新街庄、內關帝庄、大潭新庄、南屏庄
- 溪州區
  - 港東中里：下廍庄、三西和庄

1920年10月1日，原堡里鄉澚之行政區廢除，街庄社改為大字，而上述街庄合併為高雄州東港郡東港街，轄域內分為東港、新街、內關帝、大潭新、南屏、下廍、三西和等7個大字。
二戰後，東港街改為高雄縣東港區東港鎮。1950年10月1日，改為「屏東縣東港鎮」。
| 1904年   | 1904年 | 1904年                                       | 1920年 | 1920年 | 現在   |
| 堡里     | 區     | 街庄社                                       | 街庄   | 大字   | 鄉鎮   |
| -------- | ------ | -------------------------------------------- | ------ | ------ | ------ |
| 港東中里 | 東港區 | 東港街、崙仔頂庄、後塭仔庄、七塊厝庄         | 東港街 | 東港   | 東港鎮 |
| 港東中里 | 東港區 | 新街庄、濫港庄                               | 東港街 | 新街   | 東港鎮 |
| 港東中里 | 東港區 | 內關帝庄、龜夷庄、本司衙庄、海坪庄、船仔頭庄 | 東港街 | 內關帝 | 東港鎮 |
| 港東中里 | 東港區 | 大潭新庄                                     | 東港街 | 大潭新 | 東港鎮 |
| 港東中里 | 東港區 | 南屏庄、塗刈厝庄                             | 東港街 | 南屏   | 東港鎮 |
| 港東中里 | 溪洲區 | 下廍庄                                       | 東港街 | 下廍   | 東港鎮 |
| 港東中里 | 溪洲區 | 三西和庄                                     | 東港街 | 三西和 | 東港鎮 |

## 區、庄長
- 東港區長
  - 黃文韜：1910~1911年
  - 黃景謨：1912~1920年
- 東港街長
  - 黃景謨：1920~1928年
  - 蔡朝取：1929~1938年
  - 橫山新作：1939~1945年[5]

## 設施
- 東港郡役所
- 東港街役場
- 臺灣總督府米穀局高雄米穀事務所東港出張所
- 東港郵便局
- 臺灣總督府鐵道部東港線
- 高雄稅關東港監視署
- 東港農業專修學校（今東港高中）
- 東港尋常高等小學校→東港國民學校
- 東港公學校→東港東國民學校（今東港國小）
- 大潭新公學校→大潭新國民學校（今大潭國小）
- 日本海軍第61航空廠東港分遣隊
- 東港海軍航空隊
- 東港海軍航空隊官舍（今東港共和新村）
- 東港神社
- 臺灣商工銀行東港支店
- 東港信用組合（今東港農會）
- 東港漁業組合（今東港區漁會）
- 東港殖產株式會社
- 東港製冰株式會社
- 東港養殖合資會社
- 東港海水浴場